# Hipercholesterolemia
Hipercholesterolemia (łac. hypercholesterolemia) – podwyższone powyżej normy stężenie cholesterolu w osoczu krwi. Nie jest to schorzenie, ale nieprawidłowość metaboliczna, która może towarzyszyć innym chorobom i jest ważnym czynnikiem ryzyka wystąpienia wielu chorób układu krążenia, jak zawał serca, udar mózgu i inne.
Termin ten jest ściśle powiązany z pokrewnymi określeniami: hiperlipidemia oraz hiperlipoproteinemia.
W większości przypadków hipercholesterolemia ma podłoże uwarunkowane genetycznie, mówimy wówczas o hipercholesterolemii pierwotnej. Często spotykana jest hipercholesterolemia rodzinna heterozygotyczna, natomiast postać homozygotyczne tego schorzenia jest dużą rzadkością (występowanie z częstością 1:1 000 000 osób).
Hipercholesterolemia może też być stanem wtórnym, który występuje w przebiegu niektórych chorób – mówimy wówczas o hipercholesterolemii wtórnej.
Najczęstsze przyczyny wystąpienia hipercholesterolemii wtórnej to:
- cukrzyca i zespół metaboliczny
- niektóre choroby nerek (np. zespół nerczycowy)
- niedoczynność tarczycy
- żółtaczka cholestatyczna
- niektóre leki

## Leczenie
W leczeniu hipercholesterolemii stosuje się zmianę trybu życia (aktywność fizyczna, właściwa dieta). Wykorzystuje się także leki należące do grupy statyn.